# Bernhard Bohtz
Karl Bernhard Bohtz (* 9. August 1837 in Warsin; † 24. März 1900 in Drossen) war Rittergutsbesitzer, Landrat und Mitglied des Deutschen Reichstags.

## Leben
Bohtz besuchte das Pädagogium in Züllichau und die Universität Berlin. 1860  übernahm er das väterliche Gut Schmagorei und wurde von der Kreisversammlung zum Landrat  vorgeschlagen.  Im April 1874 wurde ihm die Verwaltung des Landkreises Weststernberg kommissarisch, im November desselben Jahres definitiv übertragen. Er blieb Landrat bis 1899.
Außerdem war von 1877 bis zu seinem Tode Mitglied des Preußischen Abgeordnetenhauses. Er vertrat als Abgeordneter den Wahlkreis Frankfurt an der Oder 5 (West- und Oststernberg). Er gehörte dem Brandenburgischen Provinzial-Landtag seit 1876 an. Weiter war er Mitglied der Brandenburgischen Provinzialsynode und Kreis-Feuer-Societätsdirektor.
Von 1888 bis 1898 war er Mitglied des Deutschen Reichstags für den Wahlkreis Sternberg und die Deutschkonservative Partei.